# João Cabral (ator)
João Luís Coutinho Lopes Cabral (n. 30 de Novembro de 1961) é um ator português.
Conclui em 1985 o Curso de Formação de Actores do Conservatório Nacional de Teatro. Estreia-se no teatro sob a direcção de Carlos Avilez (1982) nas peças Portugal, Anos 40 de Luiz Francisco Rebello e Carlos Wallenstein (Fundação Calouste Gulbenkian) e Pedro o Cru de António Patrício (Teatro Nacional D. Maria II - TNDMII). Até à década de 90 foi dirigido por Mário Feliciano (1983 - A Casa de Bernarda Alba de Lorca no TNDMII, 1985 - Pílades de Pasolini na Fundação Gulbenkian, 1986 - Calderón de Pasolini no Teatro Gymnasio, 1989 - D. João e a Máscara de António Patrício), Diogo Dória (1985 - Tóquio de Tenesse Williams), João Canijo (1988 - Crimes do Coração de Beth Henley no TNDMII). Desde 1990 que mantém uma colaboração regular com António Pires, em peças como Antígona de Sófocles (1992, Festival Citemor), Frei Luís de Sousa de Almeida Garrett (1993, Clube Estefânea), A Caça ao Snark de Lewis Carroll (1996, Teatro da Trindade), Auto da Barca do Inferno de Gil Vicente (1996, Centro Cultural de Belém), A List de Gertrud Stein (1997, Teatro da Cornucópia), Peter Pan de John Barrie (1997, Teatro São Luiz), Entradas de Palhaços de Helene Parmelin (2000, Teatro Nacional S. João) ou Werner de Goethe (2001, Teatro da Cornucópia). Trabalhou ainda com Rosa Coutinho Cabral, Fernando Heitor, Alvaro G. Zúñiga, Melinda Mourão, entre outros.
Estreou-se no cinema em Três Menos Eu de João Canijo (1988), realizador que o dirigiu em Filha da Mãe (1989). Participou, ao todo, em quase vinte películas, entre elas Matar Saudades (1988) de Fernando Lopes, Serenidade (1989) e Lavado em Lágrimas (2006) de Rosa Coutinho Cabral, Rosa Negra (1992) de Margarida Gil, O Miradouro da Lua (1993) de Jorge António, Ao Sul (1995) e O Rapaz do Trapézio Voador (2002) de Fernando Matos Silva, Os Mutantes de Teresa Villaverde, Capitães de Abril (2000) de Maria de Medeiros e Esquece Tudo o Que Te Disse (2003) de António Ferreira.
Actor regular na televisão, tem integrado o elenco de novelas ou séries (2006 - Jura, 2005 - Clube das Chaves, 2004 - Só gosto de Ti, 2002 - A Minha Sogra é Uma Bruxa e Lusitana Paixão, 2001 - O Espírito da Lei, 1999 - Jornalistas, 1998 - Médico de Família, 1997 - Cães sem Coleira, 1994 - Na Paz dos Anjos, 1993 - A Banqueira do Povo, 1989 - Mau Tempo no Canal), sitcoms (2005 - Os Batanetes, 1995 - A Mulher do Sr. Ministro) e telefilmes (2003 - Só por Acaso de Rita Nunes, 2003 - O Meu Sósia e Eu de Tiago Guedes, 2001 - Cavaleiros de Água Doce de Tiago Guedes, entre outros).
É também professor no Liceu Passos Manuel, onde dá aulas de teatro a alunos do curso profissional de interpretação.

## Filmografia
- Matar Saudades (1988)
- Filha da Mãe (1990)
- Cavaleiros de Água Doce (2001)
- Esquece Tudo o que Te Disse (2002)
- O Rapaz do Trapézio Voador (2002)
- Corrupção (2007)
- Dofus, livre 1 : Julith (2016)
- A Ilha dos Cães (2017)
- Peregrinação (2017)
- Ruth (2018)
- 3 Mulheres (2018)
- Bem me Quer (2020-21)
- Encarregados de Educação (2021)